# Músculo elevador de la glándula tiroides
El músculo elevador de la glándula tiroides (Musculus levator glandulae thyroideae), más que un músculo, son haces de fibras presentes en la tráquea, que tienen como función elevar el istmo de la tiroides en dirección hacia el hioides; aunque esto no tenga un propósito aun conocido.